# 脊髄性筋萎縮症
脊髄性筋萎縮症（せきずいせいきんいしゅくしょう、spinal muscular atrophy：SMA）とは、脊髄の前角細胞と脳幹の運動ニューロンの変性による筋萎縮と進行性の筋力低下を特徴とする常染色体劣性遺伝の形式の遺伝子疾患である。小児期、特に乳幼児発症のSMAの多くはSMN（survival motor neuron）遺伝子の変異を示すSMAであり、成人発症例や国際SMA協会報告の除外項目を含む場合はSMN遺伝子以外が原因であることが多い。運動ニューロン病のひとつである。

## 疫学
発症率は出生10万人当たり8.5 - 10.3人で、乳児の死亡で最多の遺伝的病因の一つであり、小児の筋力低下の主な原因疾患である。
日本では10万人あたり1-2人の割合で発症する。

## 原因
SMA発症には複数の遺伝的病因が存在するが、約95%以上の患者ではSMN1(survival motor neuron 1)遺伝子の機能喪失を引き起こす突然変異が存在する。この突然変異によってSMN蛋白質の発現量が低下し、運動ニューロンの細胞死を引き起こすことで、体幹や四肢の筋力低下や筋萎縮が進行する。遺伝様式は常染色体性劣性遺伝であり、父親・母親ともSMN遺伝子が変異を示している場合のみ、子も発症する。父親または母親のどちらか一方だけが変異を有している場合、その子は発症しないが保因者（キャリア）となる。保因者同士の子は1/4（25%）の確率で発症する。
小児期発症SMAであるI型、II型、III型の一部の原因遺伝子はSMN1(survival motor neuron 1)遺伝子であり、5番染色体長腕5q13に存在し、同領域に向反性に重複した配列のSMN2遺伝子も存在する。SMN1遺伝子はfull lengthのSMN蛋白質の合成に関わる。SMN2遺伝子はSMA1のパラロガス遺伝子（重複遺伝子）である。SMN1遺伝子との違いは5塩基だけであるがエクソン7の6位のヌクレオチドがCからTに変異しているためエクソン7のスプライシングが起こるため、90%が非機能性のSMN蛋白質となり10%が機能性のSMN蛋白質となる。SMA発症の原因はSMN1遺伝子のホモ接合性欠失が多い。SMN2遺伝子はコピー数にバラツキがあり、コピー数が多いほど症状が軽減される。
SMN1遺伝子の下流にはNAIP(neuronal apoptosis inhibitory protein)遺伝子が存在する。NAIP遺伝子はアポトーシスに関与すると考えられている。

## 症状と病型
症状は体幹、四肢の近位部優位の筋の脱力、筋萎縮である。国際SMA協会の分類では発症年齢、臨床所見に基づき、I型、II型、III型、IV型に分類される。I型、II型、III型の大部分、およびIV型の一部でSMN遺伝子変異が認められる。
I型 重症型、急性乳児型、ウェルドニッヒ・ホフマン(Werdnig-Hoffmann)病
筋力低下が重症で全身性である。妊娠中の胎動が弱い例も存在する。発症は生後6ヶ月までである。発症後、運動発達は停止し、体幹を動かすこともできず、筋緊張低下のために身体が柔らかいフロッピーインファントの状態を呈する。肋間部に対して横隔膜の筋力が維持されているため、吸気時に胸部が陥凹する奇異呼吸を示す。支えなしに座ることができず、哺乳困難、嚥下困難、誤嚥、呼吸不全を伴う。舌の線維束攣縮が認められる。深部腱反射は消失し、上肢は末梢神経障害によって手の尺側偏位と垂れ手が認められる。人工呼吸管理を行わない場合、死亡年齢は平均6～9ヶ月であり、24ヶ月までにほぼ全例が死亡する。
II型 中間型、慢性乳児型、ヂュボヴィッツ(Dubowitz)病
発症は1歳6ヶ月までである。支えなしの起立や歩行ができないが、座位保持が可能である。舌の線維束攣縮、手指の振戦がみられる。腱反射は減弱または消失する。次第に側弯が著明になる。II型のうち、重篤な例は呼吸器感染症を伴って呼吸不全を示すことがある。
III型 軽症型、慢性型、クーゲルベルグ・ウェランダー(Kugelberg-Welander)病
発症は1歳6ヶ月以降である。自立歩行を獲得するが次第に転びやすくなる。進行すると歩けない、立てないといった症状になる。後に上肢の挙上も困難になる。側弯症を伴うようになる。
IV型 成人発症型
20歳以降の発症である。小児期や思春期に筋力低下を示すIII型の小児は側弯を示すが成人発症のIV型は側弯は生じない。重症度は多様である。IV型は筋萎縮性側索硬化症との関連が議論される。臨床的に筋萎縮性側索硬化症と診断されている症例において上位運動ニューロン徴候を伴わない例はSMA IV型の可能性がある。

## 治療
根本的な治療法は確立しておらず、嚥下障害への経管栄養や胃瘻。呼吸不全に対する人工呼吸器、関節拘縮、筋力低下緩和に向けてのリハビリテーションなどの対症療法がおこなわれている。運動ニューロンの消失に対する治療法からSMN転写産物量を増やす目的のヒストン脱アセチル化酵素阻害薬、酪酸ナトリウム、フェニル酪酸、バルプロ酸などが検討されている。

### ヌシネルセン
2017年7月3日、製薬会社バイオジェン・ジャパンは初の治療薬「スピンラザ」（一般名：ヌシネルセンナトリウム）について、厚生労働省は製造販売を承認したと発表した。国際共同治験では約4割の患者で症状の改善がみられ、米国やEUでは先行承認されていた。ヌシネルセンはSMN2遺伝子のエクソン7のスプライシングを調節してSMN蛋白質の翻訳量を増加させる。エクソンインクルージョン法の核酸医薬のひとつである。
SMN1遺伝子には同一アミノ酸配列をコードする相同遺伝子としてSMN2遺伝子が存在する。両遺伝子間には11塩基の相違があるが、この違いによりSMN2遺伝子ではSMN1遺伝子と異なるスプライシングが起きるため、SMN2遺伝子から産出されるSMN蛋白質のほとんどは不安定な不完全長の蛋白質となる。そのためSMA患者においてSMN2遺伝子から完全長転写物の産出量を増加させれれば、不足している完全長のSMN蛋白質の量を補うことができると考えられていた。
ヌシネルセンはSMN2 mRNA前駆体エクソン7近傍に位置するイントロン7の特定部位と結合する。ヌシネルセン非存在下では選択的スプライシングを制御するヘテロ核リボヌクレオ蛋白質（hnRNP）がmRNA前駆体上に結合しておりエクソン7がスキップされることで不完全長のSMN蛋白質が産出される。一方、ヌシネルセンの存在下ではhnRNPのmRNA前駆体上への結合が阻害されるためエクソン7の含有が促進され、最終的に完全長のSMN蛋白質産出量が増加する。ヌシネルセンと同様のスプライシング制御を行う低分子化合物も開発されており、実用化されれば経口薬で治療可能になる可能性もある。

### モルフォリノ型アンチセンスオリゴヌクレオチドの研究
モルフォリノ型のアンチセンスオリゴヌクレオチドも、ヌシネルセンと同じくSMN2スプライシングを標的とする治療法として注目されている。このアプローチは、アルバータ大学などでSMAや他の遺伝病の治療法として研究が進められている。

### オナセムノゲン アベパルボベク
オナセムノゲン アベパルボベク(商品名:ゾルゲンスマ)は遺伝子治療薬であり、1回の投与で生涯効果が続くと考えられている。

## 歴史
かつては脊髄性進行性筋萎縮症(spinal pregressive atrophy; SPMA)という疾患概念があった。